# Soultz-Haut-Rhin
Soultz-Haut-Rhin es una localidad y comuna francesa, situada en el departamento de Alto Rin, en la región de Alsacia.

## Demografía
| 4 750 | 4 910 | 5 689 | 5 696 | 5 867 | 6 640 |
| Para los censos de 1962 a 1999 la población legal corresponde a la población sin duplicidades (Fuente: INSEE [Consultar]) |       |       |       |       |       |

## Patrimonio y cultura
- Iglesia de Saint-Maurice (1270-1489)

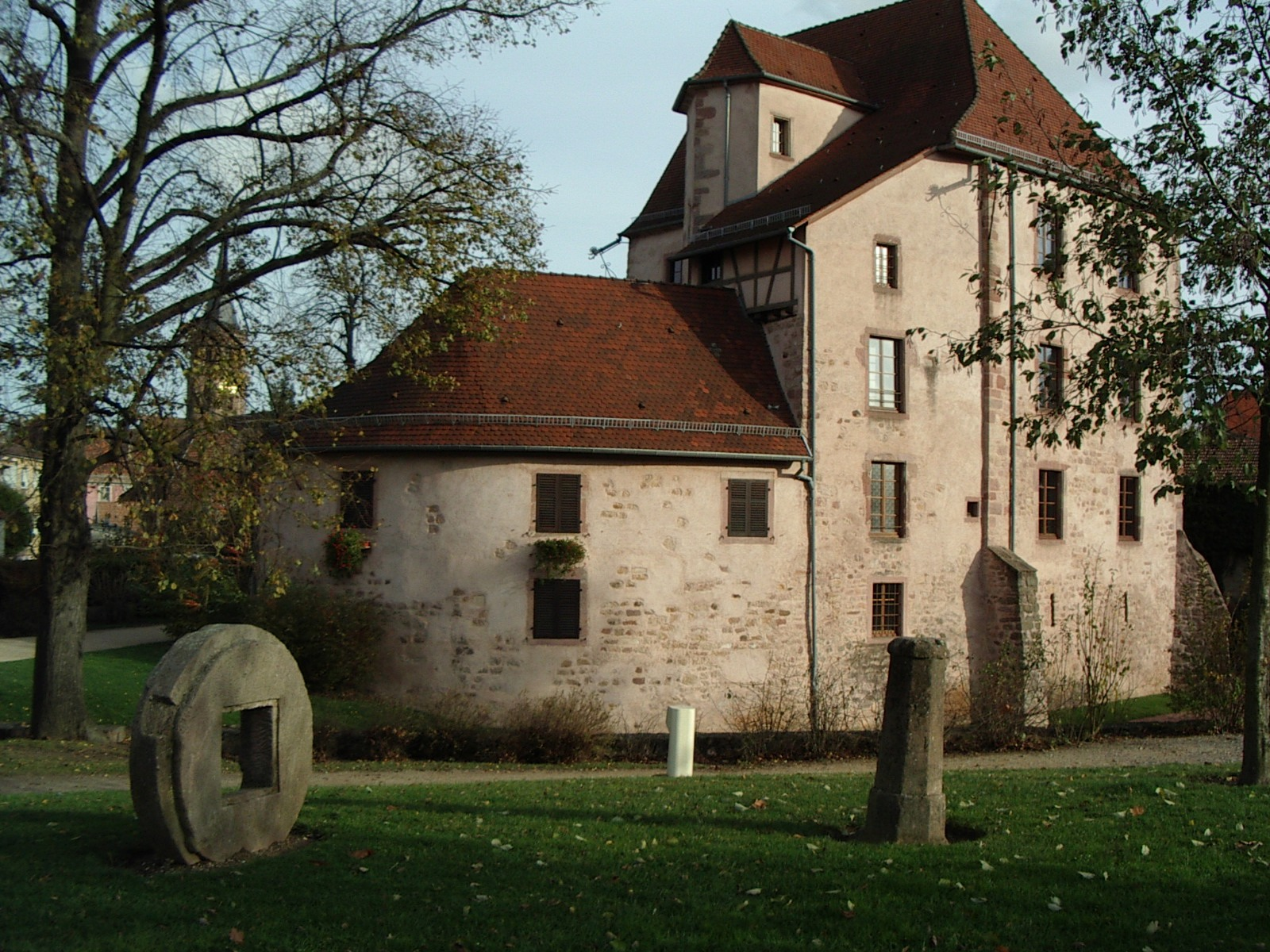
Castillo de Bucheneck.

- Castillo de Bucheneck
- Museo del juguete